# Heinz Hasenkrüger
Heinz Hasenkrüger (* 3. August 1927; † 17. Mai 2014) war ein deutscher Sportpädagoge und Hochschullehrer.

## Leben
Hasenkrüger nahm in den 1950er Jahren ein Studium an der Martin‐Luther‐Universität Halle auf.
1969 wurde Hasenkrügers Habilitation angenommen, die Schrift trug den Titel „Der Lehrplan für den Sportunterricht eine historische, vergleichende und empirische Studie“. Er trat eine Professorenstelle an der Uni Halle-Wittenberg an. 1973 veröffentlichte er das Werk „Aufstellungsformen im Sportunterricht“. Er leitete ein Autorenkollektiv, das im Auftrag der Hauptabteilung Lehrerbildung des Ministeriums für Volksbildung das Thema Sportstätten in Form von Unterrichtsmitteln für den Schulsport bearbeitete und 1988 ein Lehrbuch herausbrachte. Schon 1984 hatte er gemeinsam mit Willi Knappe das ebenfalls vom Ministerium für Volksbildung herausgegebene Werk „Methodik des Sportunterrichts“ verfasst.
Von 1991 bis 1992 war er Leiter des Instituts für Sportwissenschaft der Martin-Luther-Universität Halle-Wittenberg. In dieser Zeit brachte er sich in eine Neustrukturierung des Instituts und bei der Einführung neuer Studiengänge ein.
Zu den Schwerpunkten seiner Arbeit als Sportwissenschaftler und Hochschullehrer gehörten die Sportlehrerausbildung sowie Methodik und Didaktik des Schulsports. Er beleuchtete dabei unter anderem den Einsatz von Medien wie das Tonband und den Kassettenfilm im Unterricht. Später beschäftigte er sich rückschauend mit dem Schulsport und der Schulsportforschung in Ostdeutschland zwischen 1945 und 1990. Ebenfalls in geschichtlichem Blickwinkel arbeitete Hasenkrüger „Die Entwicklung der Methodik des Sportunterrichts an der Martin-Luther-Universität 1948–1988“ sowie die „Sportmethodik, Sportdidaktik und Sportpädagogik in der zweiten Hälfte des 20. Jahrhunderts in Deutschland“ auf.